# 法相宗

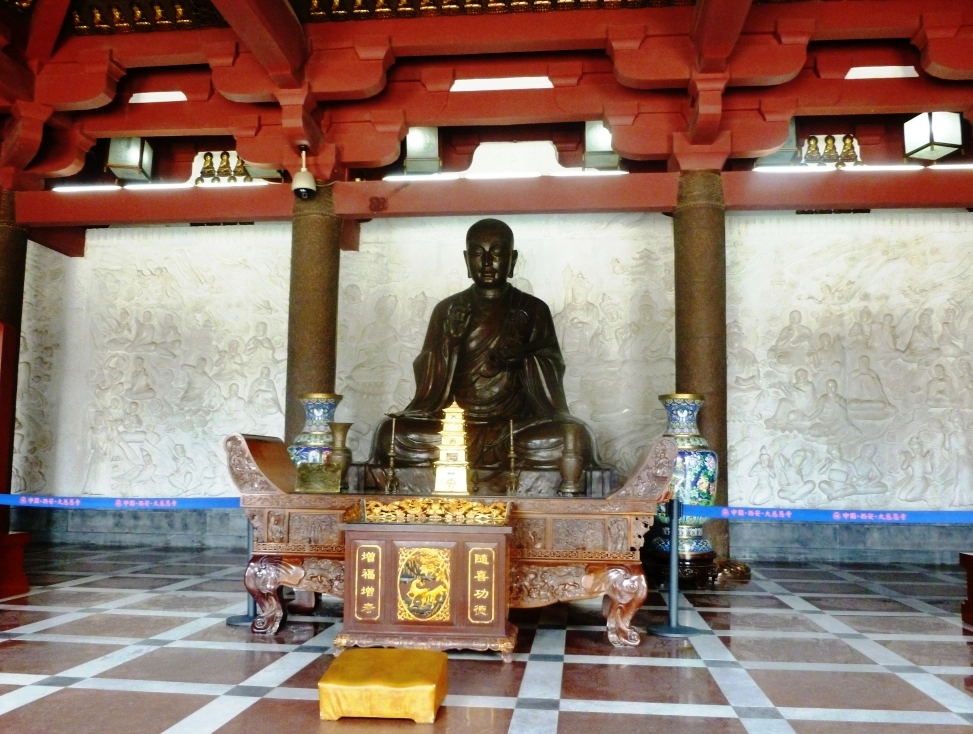
玄奘三藏像（位於西安市大慈恩寺大雁塔）

法相宗，又名唯識宗、慈恩宗、中道宗，屬於瑜伽行唯識學派，為漢傳佛教宗派之一，由三藏自印度傳入中國，传统上以彌勒菩萨为初祖，實際上由窥基所創立。唯識無境的宗師依次為阿逸多、無著、世亲、陈那、护法、戒贤、玄奘、窥基、慧沼、智周。祖庭為陝西大慈恩寺，又以窥基法師尊號命名，故稱慈恩宗。慈恩寺與西明寺並為唐朝時學習唯識學的重要道場。日本法相宗的大本山為興福寺和藥師寺。
古印度有破相宗與法相宗，這裡的“相”為“法相”， 法相宗屬於瑜伽行唯識學派，認為諸法「唯心所現、唯識所變」，主張一切現象皆是由阿賴耶識（能產生因緣果報的心識）依三自性而變化、顯現；破相宗屬於中觀學派，傳承自龍樹、青目、清辨、智光，認為「一切法於世俗故有，勝義皆空」，主張一切現象就勝義諦而言，沒有絲毫真實存在的自性。

## 歷史
印度傳說佛滅後一千年中，无著菩萨由阿逾陀国讲堂夜夜升兜率天，就弥勒菩萨听受“瑜伽论”，昼日宣说《瑜伽師地论》给大众。其後无著之弟世亲，迴小向大，造唯识论，助成其义，彼土名为瑜伽宗。
唯識學在南北朝時代的後魏傳入中國，是為以《十地經論》為主的地論學，代表人物是菩提流支、淨影慧遠。其次是梁陳之間，以《攝大乘論》及其論釋為主的攝論學，代表人物是真諦。最後則是以《唯識三十頌》和《成唯識論》為主的唐朝法相宗，由玄奘得自護法之傳人戒賢，窺基法師接受其教。
法相宗以唐朝玄奘三藏為始，由其弟子窺基法師宏揚。玄奘三藏曾求經學於中印度那爛陀寺，親學於戒賢論師，返回中國以後開設譯場譯經。由於窺基法師大弘法相唯識學於慈恩寺，故此派得名慈恩宗，窺基號稱“百部論師”，作註甚多，所及亦廣，門下更出慧沼，慧沼更傳智周。自唐武宗會昌毀佛之後，此宗傳承斷絕，僅有少數僧侶研習，經典大部份也散失，相应的释义也隔断。唐末以後直到明末的約八百年間，僅有少數著作，如元人雲峰的《唯識開蒙問答》二卷。
明末，華嚴宗魯菴普泰兼弘華嚴和唯識學，北京大慶壽寺是當時的弘揚基地，開啟當時唯識學的研習風氣，其《八識規矩補註》是現存第一本《八識規矩頌》註解。雪浪洪恩輯出「相宗八要」，視為「習相宗者之階梯」，其注疏本有高原明昱之《相宗八要解》和蕅益智旭之《相宗八要直解》。此時的僧人因未能見到窺基等法相宗人的注疏，只能仰仗《宗鏡錄》等著作為之作解，其作品被認為有瑕疵或粗略。
唐朝時，此宗傳入日本、韓國。在日本，日本僧侣自中國取回大量窺基著作，建立日本唯識宗，為南都六宗之一，歷代傳承不絕。至清末楊仁山居士至日本，重新將唯識經典帶回中國，開啟了清末民初知識份子研究法相唯識的熱潮。歐陽竟無居士創建支那內學院宣揚唯識，門下呂澂也是一代佛學大家，北方韓清淨也起而倡導唯識學，創立三時學會，太虛大師創辦的武昌佛學院亦研究唯識學，但不獨尊，他們帶動了唯識學在現代中國重新復興。

## 譜系
- 玄奘（602年－664年）：師承印度那爛陀寺戒賢，為瑜伽行唯識學派護法一系，譯出多部大乘經、說一切有部阿毘曇和大乘唯識論。日僧道昭入唐，拜於玄奘門下，將法相宗傳入日本（元興寺，南寺傳）。
- 圓測（613年－696年）：住西明寺。事京師法常、僧辯等，學習真諦傳來的舊唯識。後又師從玄奘，與窺基共學護法系新唯識。現存《解深密經疏》等。青丘沙門太賢（朝鲜语：태현 (승려)）（大賢）從圓測的弟子道證學唯識，將法相宗傳入新羅。
- 窺基（632年－682年）：住大慈恩寺，世稱慈恩大師，著有法華經玄贊、般若心經幽贊、彌勒上生經疏、成唯識論述記、大乘阿毗達磨雜集論述記、瑜伽論略纂、大乘法苑義林章等，時稱「百部疏主」。
- 慧沼（648年－714年）：師從窺基，反對西明一系的唯識學，著有《唯識論了義燈》、《能顯中邊慧日論》、《勸發菩提心集》等。
- 智周（668年－723年）：師從慧沼，著有《成唯識論演秘》、《大乘入道次第》等。日僧玄昉師從南寺傳的義淵，後又入唐，拜於智周門下，將法相宗傳入日本（興福寺，北寺傳）。
- 曇曠（？）：在西明寺學習唯識，後至河西（今甘肅武威）弘法，自763年起，住於敦煌。著有《大乘百法明門論開宗義決》、《大乘入道次第開決》、《大乘二十二問》等。

## 主要理论

### 三自性说
三性说，又称三自性说。三性，即遍计所执性、依他起性、圆成实性。无著、世亲等瑜伽行派认为，诸法实相应有两方面，既不是有自性，如名言诠表所说，也不是一切都无所有，而是远离有无二執以为中道。这样即有虚妄分别与空性两面：依分别的自性说为“依他起性”（相对真实）；依分别的境说为“遍计所执性”（妄想）；又依空性说为“圆成实性”（绝对真实）。法相宗继承此说，且结合唯识说，以为三性也不离识，谓诸识自自證分生起之时，现似见分与相分两分是依他；意根不離相縛，意识从而周遍计度，执为“能”、“所”二取，则是遍计所执。

### 唯识无境
又用唯识所现来解释世界，认为世界现象都由有情各自本具之第八识即“阿赖耶识--一切種子識”所变现，而前七种识再根据第八識所变现外境影像，缘虑执取，以为实在。又认为在阿赖耶识中蕴藏着变现世界的潜在功能，即所谓种子。其性质有染有净，即有漏無漏两类。有漏种子为世间诸法之因，无漏种子为出世间诸法之因。
五种性
未来出世者种姓有声闻、独觉与菩萨三乘之别，又有不定为何乘之“不定种姓”与三乘皆不得入之“无种姓”，因而建立五种姓说。而所謂一切眾生皆有佛性，亦即自性，本自具足，一切眾生皆有，只因無明而迷失，祂還在，但被遮住，故說為皆有佛性；五種性，指的是眾生過去所做所修，因而呈現現在的修正方向與層次的不同，而這會隨著持續修持而轉變。

### 五位百法
五位百法，是法相宗对一切万有诸法进行的分类。其分为五类：心法、心所法、色法、心不相应行法、无为法。共计有百种法，所以称为“五位百法”。

### 因明学说
因明原为瑜伽行派所创。玄奘在印度游学时，曾到处参问因明。临回国前，在戒日王所主持的曲女城大会上，立了一个“真唯识量”，书写在金牌上，经过18天，无一外道小乘能驳倒它，创造了因明光辉的典范。回国後，先後译出商羯罗主的《因明入正理论》和陈那的《因明正理门论》。门人竞作注疏。其中以大庄严寺文轨和慈恩寺窥基所作最为流行。窥基对因明作法，多有发展，主要有：区别论题为“宗体”与“宗依”；为照顾立论发挥自由思想，打破顾虑，提出“寄言简别”的办法；立论者的“生因”与论敌的“了因”，各分出言、智、义而成六因，正意唯取“言生”、“智了”；每一“过类”都分为全分的、一分的，又将全分的一分的分为自、他、俱；推究了有体与无体。

### 五重观法
五重观法为与唯识说相适应，主张用唯识观。窥基提出从宽至狭、从浅至深、从粗至细的五重唯识观。
1. 遣虚存实：此观有情的遍计所执性法，纯属妄情臆造，毫无事实体用，故应遣除；至于依他性法仗因托缘依他而有事实体用，是“後得智”之境，又圆成性是诸法之理，为“根本智”之境，均不离识而应留存。是为唯识观的初步。
2. 舍滥留纯：虽观事理皆不离识，而此内识有所缘相分和能缘见分。相分为内境，见分心仗以起，摄境从心，并简别有滥于外境，所以只观唯识，为第二步。
3. 摄末归本：摄见相二分之末，归结到自心体分之本。因见相分皆识体所起，识体即为其本。今但观识体，为第三步。
4. 隐劣显胜：隐劣心所，显胜心王。心王起时必隐劣心所，为第四步。
5. 遣相证性：心王犹属识相，今遣相而证唯识性，得圆成实之真，为唯识观最究竟之阶段，即第五步。

## 經典
法相宗的经典包括六部经文及十一部论著，合称“六经十一部論”。
| 六经                   | 译者                      | 大正藏中位置              | 备注                            |
| ---------------------- | ------------------------- | ------------------------- | ------------------------------- |
| 《華嚴經》             | 唐·般若 （四十卷）        | 第十部华严部·第二九三卷   | 《大方广佛华严经》（四十华严）  |
| 《華嚴經》             | 东晋·佛驮跋陀罗（六十卷） | 第九部华严部·第二七八卷   | 《大方广佛华严经》 （六十华严） |
| 《華嚴經》             | 唐·实叉难陀（八十卷）     | 第十部华严部·第二七九卷   | 《大方广佛华严经》（八十华严）  |
| 《解深密经》           | 元魏·菩提流支（五卷）     | 第十六部经集部·第六七五卷 | 《深密解脱经》                  |
| 《解深密经》           | 唐·玄奘（五卷）           | 第十六部经集部·第六七六卷 | 《解深密经》                    |
| 《如来出现功德庄严经》 | 未传译                    |                           |                                 |
| 《阿毘達磨大乘經》     | 未传译                    |                           |                                 |
| 《楞伽经》             | 刘宋·求那跋陀罗（四卷）   | 第十六部经集部·第六七零卷 | 《楞伽阿跋多罗宝经》            |
| 《楞伽经》             | 元魏·菩提流支（十卷）     | 第十六部经集部·第六七一卷 | 《入楞伽经》                    |
| 《楞伽经》             | 唐·实叉难陀（七卷）       | 第十六部经集部·第六七二卷 | 《大乘入楞伽经》                |
| 《密严经》             | 唐·地婆诃罗（三卷）       | 第十六部经集部·第六八一卷 | 《大乘密严经》                  |
| 《密严经》             | 唐·不空 （三卷）          | 第十六部经集部·第六八二卷 | 《大乘密严经》                  |

| 十一部論             | 译者                      | 大正藏中位置                          | 备注             |
| -------------------- | ------------------------- | ------------------------------------- | ---------------- |
| 《瑜伽師地論》       | 唐·玄奘（一百卷）         | 第三十部中观瑜伽部·第一五七九卷       |                  |
| 《顯揚聖教論》       | 唐·玄奘（二十卷）         | 第三十一部中观瑜伽部·第一六零二卷     |                  |
| 《大乘莊嚴經論》     | 唐·波罗颇蜜多罗（十三卷） | 第三十一部中观瑜伽部·第一六零四卷     |                  |
| 《集量論》           | 近代·法尊                 | 无                                    | 失传             |
| 《攝大乘論》         | 后魏·佛陀扇多（二卷）     | 第三十一部中观瑜伽部·第一五九二卷     | 《摄大乘论》     |
| 《攝大乘論》         | 陈·真谛（三卷）           | 第三十一部中观瑜伽部·第一五九三卷     | 《摄大乘论》     |
| 《攝大乘論》         | 唐·玄奘（二卷）           | 第三十一部中观瑜伽部·第一五九四卷     | 《摄大乘论本》   |
| 《十地經論》         | 後魏·菩提流支等（十二卷） | 第二十六部释经论及毗昙部·第一五二二卷 |                  |
| 《分別瑜伽論》       | 未传译                    | 无                                    | 未传译           |
| 《觀所緣緣論》       | 唐·玄奘（一卷）           | 第三十一部中观瑜伽部·第一六二四卷     |                  |
| 《唯識二十論》       | 唐·玄奘（一卷）           | 第三十一部中观瑜伽部·第一五九零卷     |                  |
| 《唯識三十論》       | 唐·玄奘（一卷）           | 第三十一部中观瑜伽部·第一五八六卷     | 《唯识三十论颂》 |
| 《辯中邊論》         | 陈·真谛（二卷）           | 第三十一部中观瑜伽部·第一五九九卷     | 《中边分别论》   |
| 《辯中邊論》         | 唐·玄奘（三卷）           | 第三十一部中观瑜伽部·第一六零零卷     | 《辯中邊論》     |
| 《大乘阿毘達磨集論》 | 唐·玄奘（七卷）           | 第三十一部中观瑜伽部·第一六零五卷     |                  |

| 其他经典         | 译者            | 大正藏中位置                      | 备注 |
| ---------------- | --------------- | --------------------------------- | ---- |
| 《百法明門論》   | 唐·玄奘（一卷） | 第三十一部中观瑜伽部·第一六一四卷 |      |
| 《大乘五蕴論》   | 唐·玄奘（一卷） | 第三十一部中观瑜伽部·第一六一二卷 |      |
| 《因明入正理論》 | 唐·玄奘（一卷） | 第三十一部中观瑜伽部·第一六三零卷 |      |
| 《成唯识論》     | 唐·玄奘（十卷） | 第三十一部中观瑜伽部·第一五八五卷 |      |

## 影响
法相宗是中国佛教派系中以“法相”立宗的大乘佛法派系，探求各各諸法之相狀，与講求諸法同一法性，同一清淨本性的法性宗在教義傾向上有所不同。
由於中土各家唯识學說互有爭論，玄奘為了求得明確定論，前往印度取經求法。玄奘在印度遊歷18年，于印度那爛陀寺求學，亦就佛学问题向各地寺僧討教，在印度佛学界赢得了“解脱天”和“大乘天”的赞誉。玄奘回国後致力于佛教经书的翻译工作，其翻译事業得到皇家支持，翻译經論達一千三百多卷，獲得三藏法師之譽。玄奘不僅譯出唯識學的經論，也翻譯了說一切有部和經量部的論書，為法義修學打下重要的基礎。玄奘還將《瑜伽師地論》全部譯出，該書是法相宗最重要的論書，不僅涵蓋唯識的教理觀點與大乘的阿毗達摩，也涉及菩薩戒以及禪修方法的解說。
此宗所传唯识因明之学对後世影响很大。律宗道宣专事四分律的宣扬，在理论上也吸收了玄奘新译唯识学的观点，以阿赖耶识所含藏的种子（功能）思心所为戒体，称为心法戒体论（戒弟子从师受戒时，在精神上构成一种防非止恶的功能，称戒体）。晚明思想家王夫之对法相宗的基本概念，分析颇精。清代思想家龚自珍曾在其著作中运用因明三支比量。谭嗣同也引用有关唯识思想。章炳麟曾运用因明与西方邏輯、中国墨經作比较研究。近代欧阳竟无、韓清淨和太虚等也曾对法相唯识之学竞相研习，并撰有不少专门著作。熊十力曾作《新唯識論》，以新儒家學說重新詮釋唯識學。
中国無神論学會創會會長任继愈认为法相宗衰落的原因主要是“这一宗派不适合中国的需要”。